# Deltanthura palpus
Deltanthura palpus es la única especie de isópodo del género Deltanthura, familia Paranthuridae. Fue descrito por Shiraki, Shimomura & Kakui en 2022.
Puede llegar a medir aproximadamente 200 milímetros de longitud.